# Gafarró del Drakensberg
El gafarró del Drakensberg (Crithagra symonsi) és un ocell de la família dels fringíl·lids (Fringillidae).

## Hàbitat i distribució
Habita praderies i matolls de les muntanyes de Sud-àfrica.